# Gmina Sobótka

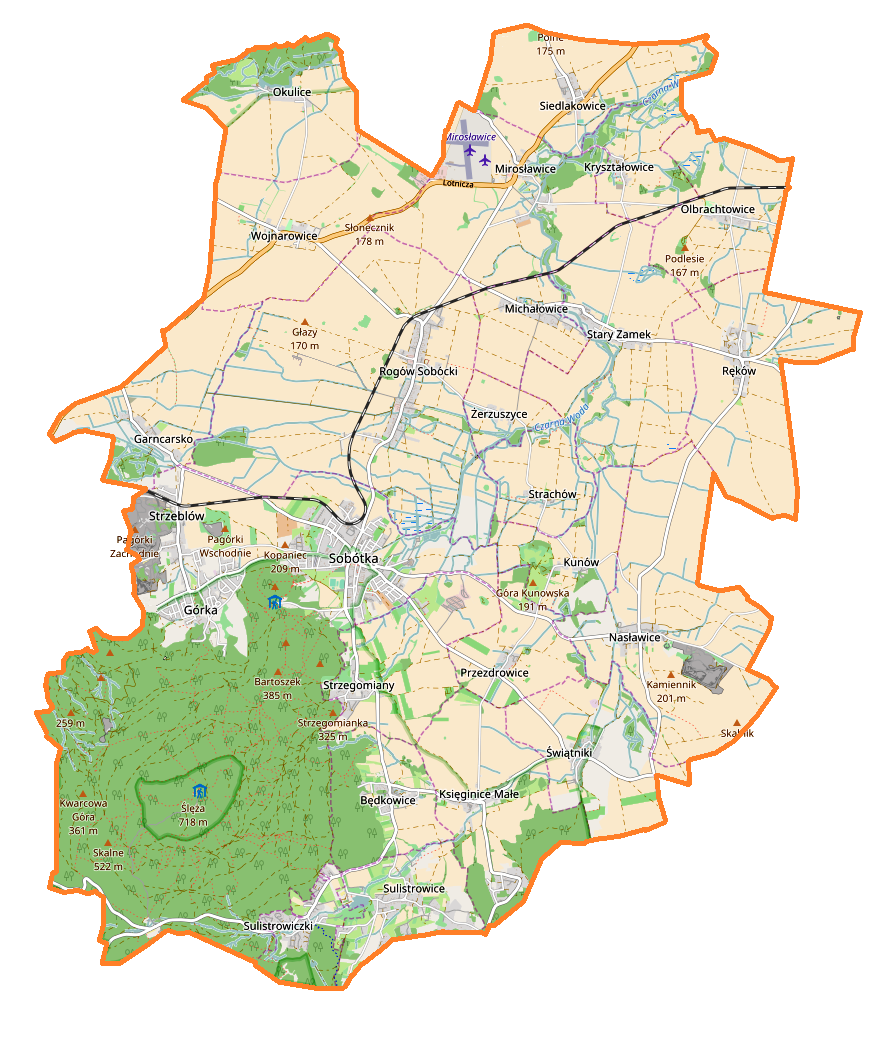
Karte der Gemeinde Sobótka

Die Gmina Sobótka [sɔˈbutka] ist eine Stadt- und Landgemeinde im Powiat Wrocławski der Woiwodschaft Niederschlesien in Polen. Ihr Sitz ist die gleichnamige Stadt (deutsch: Zobten am Berge) mit etwa 7000 Einwohnern.

## Geographie
Die Stadt liegt im Osten der Woiwodschaft. Nachbargemeinden sind Jordanów Śląski, Kąty Wrocławskie, Kobierzyce, Łagiewniki, Marcinowice und Mietków. Die Woiwodschaftshauptstadt Breslau liegt etwa 20 Kilometer nordöstlich.
Die Landschaft gehört zu Niederschlesien. Der Süden des Gemeindegebiets wird von der 718 m n.p.m. hohen Ślęża (Zobtenberg) bestimmt. Zu den Fließgewässern gehört die Czarna Woda, die im Südosten der Ślęża entspringt und in die Bystrzyca (Schweidnitzer Weistritz) entwässert.

## Geschichte

### Verwaltungsgeschichte
Die Landgemeinde wurde 1973 aus Gromadas wieder gebildet. Das Gemeindegebiet gehörte zum ehemaligen Powiat Wrocławski. Zwischen 1975 und 1998 wurde die Woiwodschaft Breslau in ihrem Zuschnitt verkleinert und der Powiat aufgelöst. Stadt- und Landgemeinde wurden 1990/1991 zur Stadt- und Landgemeinde zusammengelegt. Im Jahr 1999 kam diese zur Woiwodschaft Niederschlesien und zum Powiat Wrocławski neuen Zuschnitts.

### Partnerschaften
Gemeindepartnerschaften bestehen seit 2000 mit Berga/Elster in Thüringen und seit 2004 mit Gauchy in Frankreich sowie Sobotka in Tschechien.

## Gliederung
Die Stadt- und Landgemeinde Sobótka umfasst neben der Stadt 23 Dörfer mit Schulzenämtern. Diese sind (deutsche Namen bis 1945):
- Będkowice  (Bankwitz, 1937–1945 Burghübel)
- Garncarsko (Marxdorf)
- Księginice Małe (Klein Kniegnitz)
- Kryształowice (bis 1914 Christelwitz, 1914–1937 Kristelwitz, 1937–1945 Weidengrund)
- Kunów (Kuhnau)
- Michałowice (Michelsdorf)
- Mirosławice (Rosenthal-Mörschelwitz, 1937–1945 Rosenborn)
- Nasławice (Naselwitz, 1937–1945 Steinberge)
- Okulice (Ocklitz, 1937–1945 Eichwall)
- Olbrachtowice (Albrechtsdorf)
- Przezdrowice (Prschiedrowitz, 1937–1945 Silinghain)
- Ręków (Rankau)
- Rogów Sobócki (Rogau-Rosenau)
- Siedlakowice (Schiedlagwitz, 1937–1945 Siedlingen)
- Stary Zamek (Altenburg)
- Strachów (Strachau, 1937–1945 Silingau)
- Strzegomiany (Striegelmühle)
- Sulistrowice (Groß Silsterwitz, 1937–1945 Senkenberg)
- Sulistrowiczki (Klein Silsterwitz, 1937–1945 Silingtal)
- Świątniki (Schwentnig)
- Wojnarowice (Wernersdorf)
- Żerzuszyce (Grunau)

## Verkehr
Durch den Norden des Gemeindegebiets führt die Landesstraße DK35 von Wałbrzych (Waldenburg) nach Bielany Wrocławskie (Bettlern) bei Breslau, wo auch die Autobahn erreicht wird. Der nächste internationale Flughafen ist Breslau. Im Norden der Gemeinde liegt der Verkehrslandeplatz Mirosławice.
Der Personenverkehr auf der Bahnstrecke Breslau–Jedlina-Zdrój wurde im Jahr 2000 eingestellt und 2022 wiederaufgenommen.

## Persönlichkeiten
- Maximilian von Fürst und Kupferberg (1717–1790), preußischer Großkanzler; geboren in Albrechtsdorf
- Heinrich Ludwig Tschech (1789–1844), Bürgermeister von Storkow, verübte 1844 ein Attentat auf König Friedrich Wilhelm IV.; geboren in Klein Kniegnitz
- Otto Eduard Graf von Zedlitz und Trützschler (1873–1927), Ornithologe und Schriftsteller; geboren auf Gut Schwentnig.
- Paul Schmidt (1901–1977), Politiker (NSDAP), geboren in Albrechtsdorf